# Reijo Mattinen
Reijo Mattinen (1963) è un orientista finlandese, giunto secondo ai campionati mondiali a staffetta del 1995 tenutasi a Detmold e due volte terzo: a Skövde nel 1989 e a Mariánské Lázně nel 1995.
Con il suo club Joutsenon Kullervoa si è classificato secondo alle Jukolan viesti del 1992, 1994 e del 1996.